# Adrian Smith
Pour les articles homonymes, voir Adrian Smith (homonymie) et Smith.
Adrian Smith (Adrian H Frederik Smith), musicien britannique né le 27 février 1957 à Londres, est un des guitaristes du groupe de heavy metal Iron Maiden.

## Débuts
Au début des années 1970, il fait ses premiers pas dans le groupe Stone Free (en hommage à Jimi Hendrix) puis dans Evil Ways avec notamment son ami Dave Murray, à qui il avait acheté sa première guitare. Après la séparation d'Evil Ways en 1974, il joue (chant et voix) pendant six ans avec le groupe Urchin, jusqu'au printemps 1980, puis rejoint pour quelques mois l'éphémère Broadways Brats.

## Iron Maiden et carrière solo
Il rejoint Iron Maiden en octobre 1980, sollicité par Dave Murray pour remplacer Dennis Stratton. Il participe à l'enregistrement de la vidéo Live at the Rainbow (décembre 1980) puis des albums depuis Killers jusqu'à Seventh Son of a Seventh Son. Durant cette période, il devient un compositeur important du groupe, en particulier sur les albums Somewhere in Time et Seventh Son of a Seventh Son, où il signe plusieurs titres majeurs : Wasted Years, Stranger in a Strange Land, ou encore Moonchild. Il a également assuré le chant sur un titre, Reach Out, édité sur la face B du single Wasted Years.
En 1990, il est exclu du groupe par Steve Harris, en raison de désaccords sur la direction musicale du groupe. Il est remplacé à la guitare par Janick Gers.
L'année précédente, profitant d'une pause d'Iron Maiden, Adrian avait enregistré un album solo avec Adrian Smith and Project (ASaP) appelé Silver and Gold. Ce groupe formé avec des anciens d'Urchin ne durera pas. Il fonde le groupe Untouchables qui se nommera ensuite Psycho Motel le temps de deux albums. Enfin, il retrouve le chanteur Bruce Dickinson qui a lui-même quitté Iron Maiden en 1994.
En 1999, Smith et Dickinson réintègrent Iron Maiden pour le « Ed Hunter tour », une tournée de promotion du jeu vidéo éponyme, basé sur « Eddie » la mascotte d'Iron Maiden. Malgré le retour de Smith, Gers reste dans le groupe qui évolue ainsi à trois guitaristes.

## Le guitariste
Adrian Smith utilise de nombreuses guitares durant sa carrière, parmi lesquelles :
- Fender Stratocaster
- Gibson SG
- Gibson Les Paul
- Jackson Adrian Smith Signature

Son jeu de guitare est caractérisé par un grand soin dans l'écriture des solos, au contraire de Janick Gers et Dave Murray qui, la plupart du temps, improvisent, et par une utilisation exclusive du micro chevalet, tandis que Dave Murray change souvent de micro, tout en ayant une préférence pour le micro manche. Dans certains solos, comme celui de Children of the Damned, ou le second de Hallowed Be Thy Name, Adrian Smith utilise le tapping.

## Discographie

### Urchin
- Single Black Leather Fantasy (1977)
- Single She's A Roller (1977)
- CD Urchin (2004) - Best of/Compilation

### Iron Maiden
- Killers (1981)
- The Number of the Beast (1982)
- Piece of Mind (1983)
- Powerslave (1984)
- Live After Death (1985)
- Somewhere in Time (1986)
- Seventh Son of a Seventh Son (1988)
- Brave New World (2000)
- Rock in Rio (2002)
- Dance of Death (2003)
- Death on the Road (2005)
- A Matter of Life and Death (2006)
- The Final Frontier (2010)
- The Book of Souls (2015)
- Senjutsu (2021)

### Smith/Kotzen
- Smith/Kotzen (2021)
- Black Light / White Noise (2025)

### Adrian Smith and Project (A.S.a.P.)
- Silver and Gold (1989)

### Psycho Motel
- State of Mind (1996)
- Welcome to the World (1997)

### Bruce Dickinson
- Accident of Birth (1997)
- The Chemical Wedding (1998)
- Scream for Me Brazil (1999)

### Primal Rock Rebellion
- Awoken Broken (2012)

### Participations
- Earthshaker - Earthshaker (1983) - Dark Angels (Animals) (écriture uniquement)[1]
- Hear 'n Aid – Stars (1985)r
- Iron Maiden - Live at Donington (1992) - Running Free
- Michael Kiske – Instant Clarity (1996) – The Calling, New Horizons
- Humanary Stew: A Tribute to Alice Cooper (également nommé : Welcome to Nightmare: An All-Star Salute To Alice Cooper) (1998) – Black Widow
- Dave Colwell - Guitars, Beers & Tears (2010) - Chant sur Reach Out